# Kanadapersilja
Kanadapersilja (Cryptotaenia canadensis) är en flockblommig växtart som först beskrevs av Carl von Linné, och fick sitt nu gällande namn av Augustin Pyrame de Candolle. Enligt Catalogue of Life ingår Kanadapersilja i släktet kryptotenior och familjen flockblommiga växter, men enligt Dyntaxa är tillhörigheten istället släktet kryptotenior och familjen flockblommiga växter. Arten har ej påträffats i Sverige. Inga underarter finns listade i Catalogue of Life.

## Bildgalleri

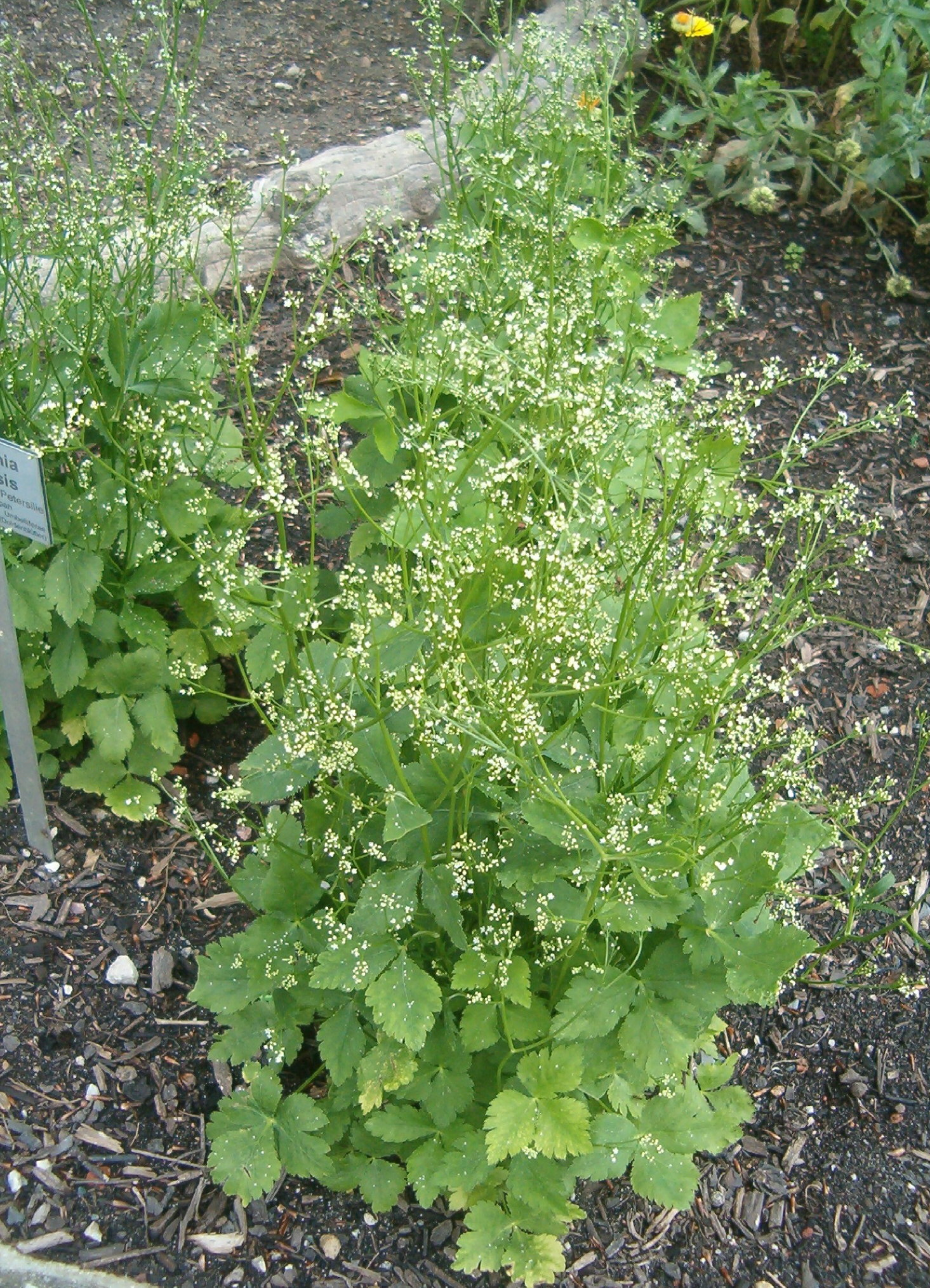
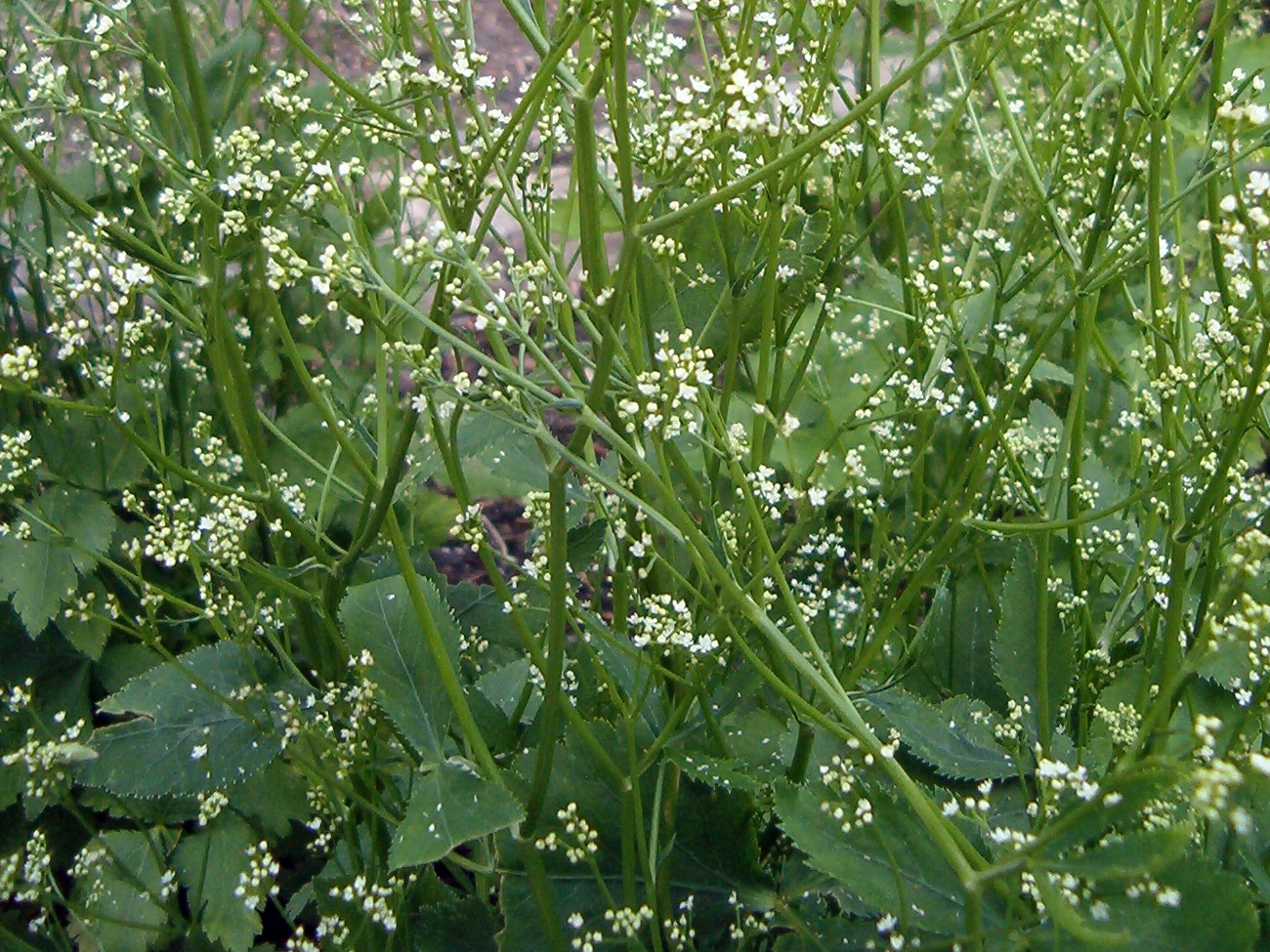
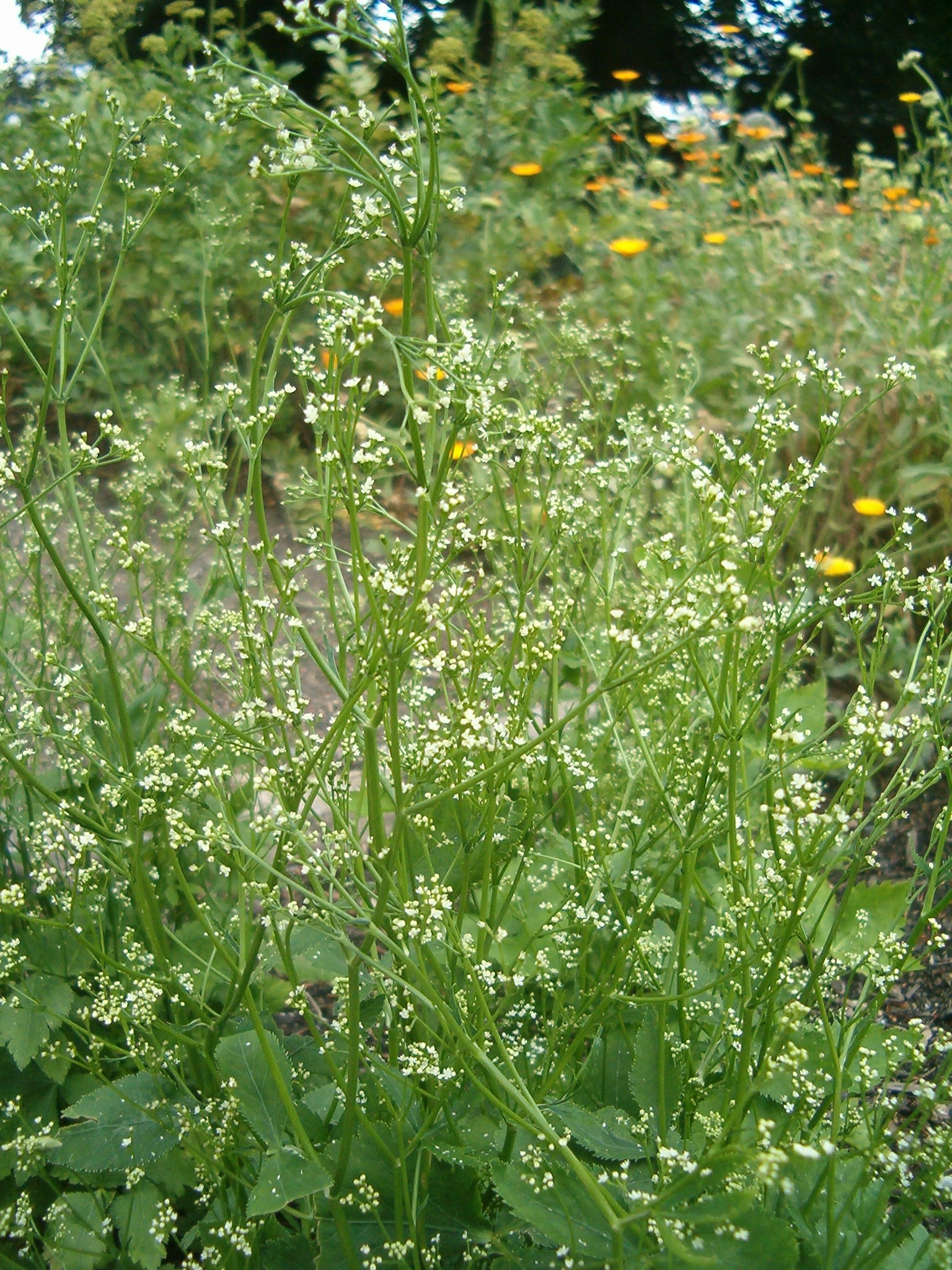
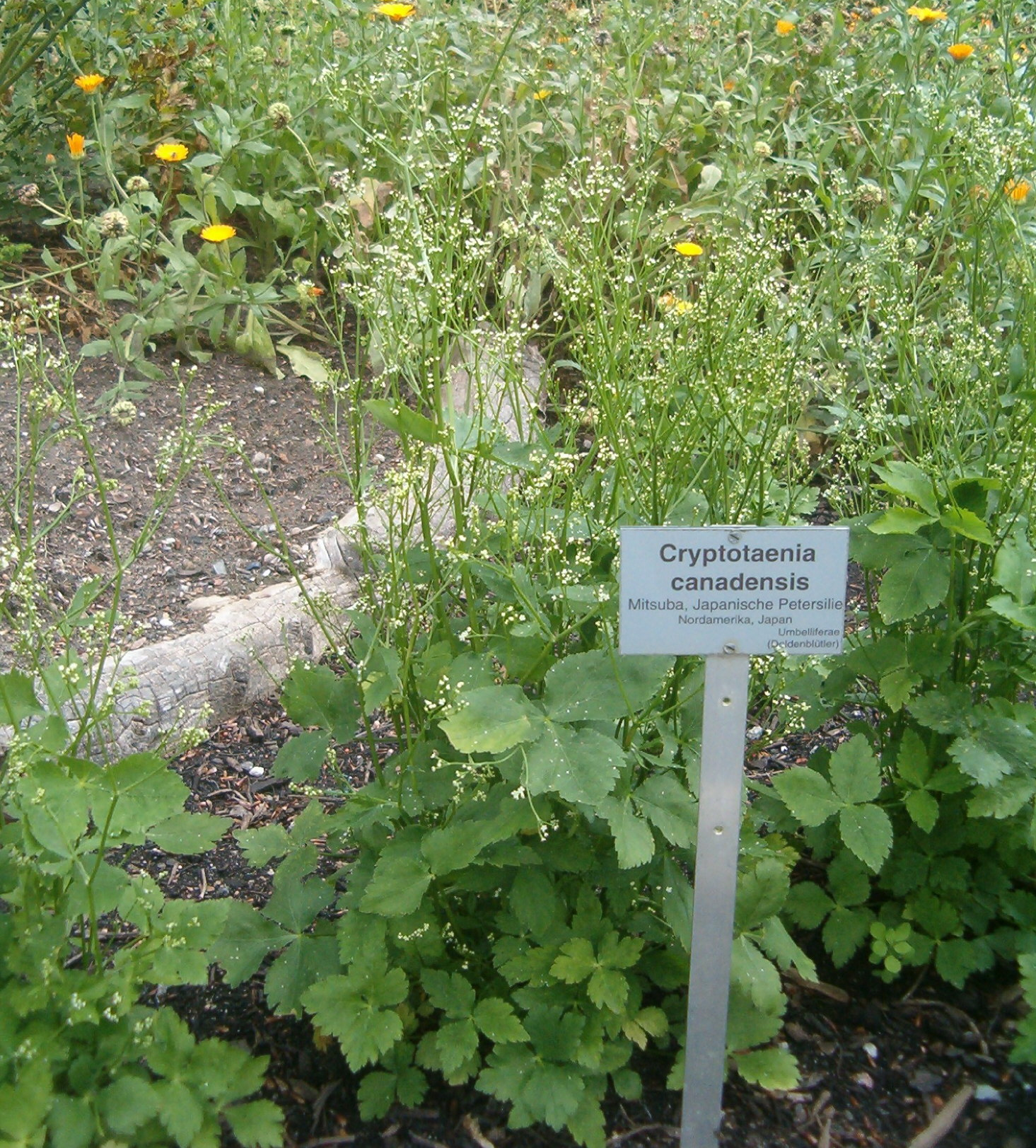